# Eilidh
Eilidh ist ein weiblicher Vorname.

## Herkunft und Bedeutung
Er ist die schottische Verkleinerungsform von Eleonore. Manchmal wird er als gälische Form von Helena gesehen. 
Weitere englischen Varianten sind Eleanor, Elea, Eleanora, Eleanore, Elenora, Elinor, Ella, Elle, Ellie, Elly, Elnora, Leanora, Lenora, Lenore, Nell, Nelle, Nellie, Nelly, Nonie, Nora, Norah, Noreen, Norene.

## Bekannte Namensträgerinnen
- Eilidh Doyle (* 1987), britische Hürdenläuferin
- Eilidh Whiteford (* 1969), schottische Politikerin